# Calopogon
Calopogon é um género botânico pertencente à família das orquídeas (Orchidaceae).

## Espécies
- Calopogon barbatus  (Walter) Ames (1908)
- Calopogon multiflorus  Lindl. (1840)
- Calopogon oklahomensis  D.H.Goldman (1995)
- Calopogon pallidus  Chapm. (1860)
- Calopogon tuberosus  (L.) Britton (1888)